# بني قيس (الضالع)
بني قيس هي إحدى قرى الجمهورية اليمنية. تتبع جغرافيا لمحافظة الضالع و إداريًا لمديرية جبن. يبلغ تعداد سكانها 1102 نسمة حسب الإحصاء الذي أجري عام 2004.